# Geoffroy du Breuil
Geoffroy de Breuil, también conocido como Geoffroy de Vigeois, fue un religioso francés del siglo XII, fallecido en 1184. Revistó como monje en la abadía benedictina de San Marcial de Limoges -conocida por abrigar una gran biblioteca primitiva y donde Geoffroy se formó-, y posteriormente, de 1170 hasta su muerte en 1184, abad en Vigeois, donde escribió su Crónica, famosa hasta el día de hoy por la descripción de la época en que vivió, testimonio capital para el conocimiento del Limosín y de la Aquitania así como también por las numerosas informaciones que aporta sobre la historia de la sociedad y las costumbres de su tiempo. En ella, Geoffroy describe de manera minuciosa los detalles de las familias que él conocía (incluida la propia), así como los acontecimientos del período 994-1184: la epidemia de ergotismo, los preparativos para la Primera Cruzada, los informes de los combates en Tierra Santa, la expansión del catarismo (fue el primero en usar, en 1181, el término "albigenses" para referirse a los seguidores de esta doctrina), los conflictos entre los miembros de la familia Plantagenet, etc.